# Rob van der Loo
Rob van der Loo (Venlo, 25 juni 1979) is een Nederlandse bassist, bekend van zijn werk bij de Nederlandse
metalband Epica en de Nederlandse symfonische metalband Delain.

## Carrière

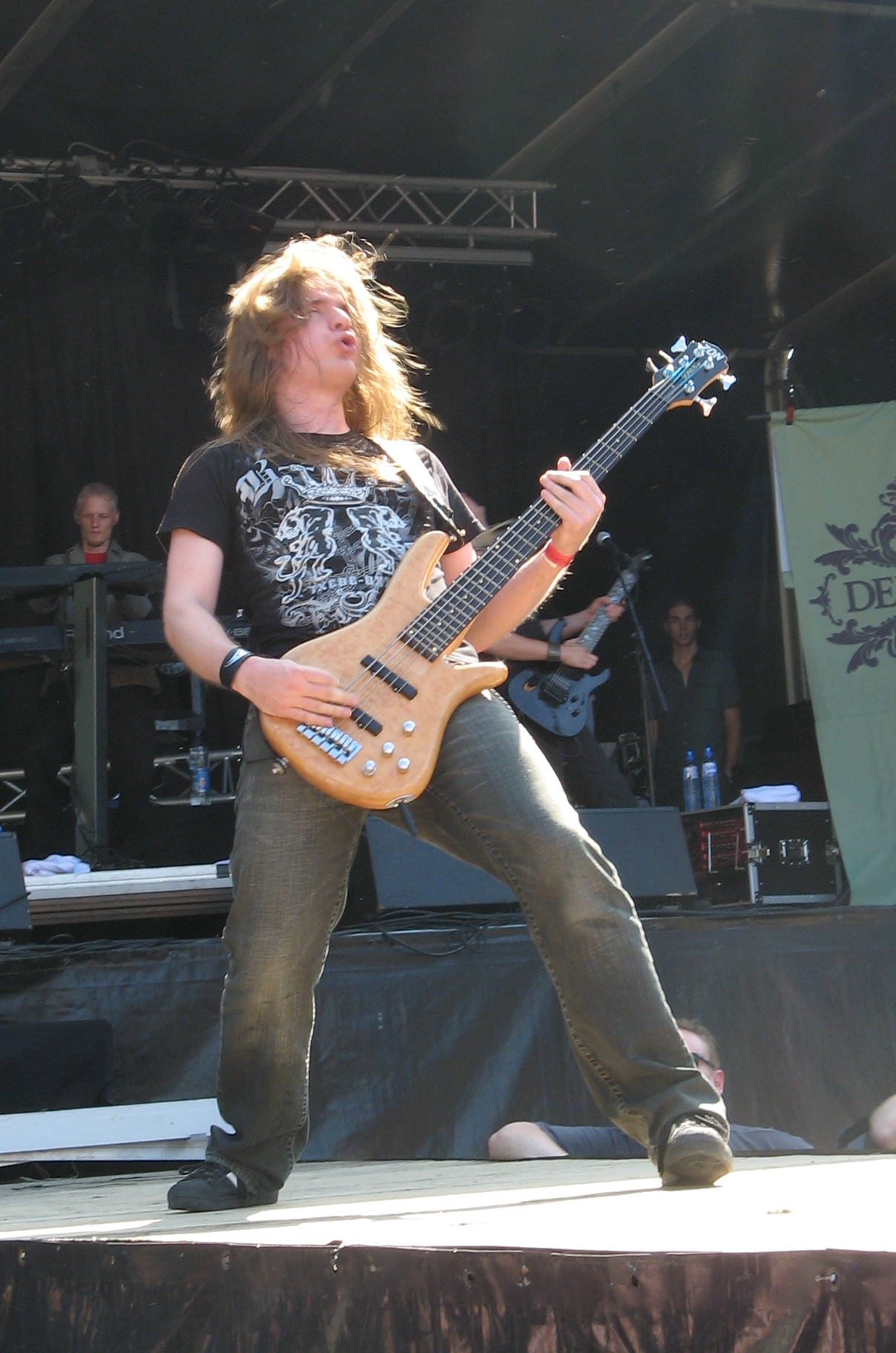
Rob van der Loo op Westerpop 2007

Rob van der Loo begon met het bespelen van de basgitaar toen hij 15 was. In 1999 kwam hij bij Sun Caged. In die tijd hield hij zich ook bezig met (solo)projecten, waaronder Freak Neil Inc.. Hierbij speelden vele artiesten mee, van bands zoals Death, Testament, Sun Caged, Ayreon, Stream of Passion, After Forever en vele andere. Dit zijn André Vuurboom, Arjen Anthony Lucassen, Chris Godin, Irene Jansen, James Murphy, Joost van den Broek, Marcel Coenen, Nick Hameury, Roel van Helden, Ron Baggerman, Sean Malone en Steve Digiorgio.
In 2004 begon hij aan een studie aan de Nederlandse Rock Academie, die hij inmiddels heeft afgerond. Op dit moment werkt hij nog aan projecten en is niet veel meer bezig met Delain, waar hij in 2010 uit is gestapt. Zijn plek is ingenomen door Otto Schimmelpenninck van der Oije.
In januari 2011 kwam Van der Loo bij een nieuwe band genaamd MaYaN met o.a. leden van Epica, de band waarin hij op 25 maart 2012 bassist is geworden.

## Gear

### Basgitaren
- Dingwall D-Roc Hellboy[1]
- ZON Sonus RT5 (Verkocht)
- Conklin 7string
- Conklin -Rob van der Loo- 9string
- Warwick custom 6string fretless
- Grand Stick (purpleheart)
- Lindert guitar-bass
- MusicMan Bongo 5-string

### Snaren
- Snakeskins van Conklin

### Versterkers
- Ashdown evo II head
- Ashdown 4x10 inch speaker cabinet
- Ashdown 8x10 inch speaker cabinet

### Effecten
- Electro Harmonix Bassballs
- Electro Harmonix Double Muff
- Electro Harmonix Micro Bass Synthesizer
- Morley Bad Horsie wah
- Boss Line selector
- Boss Octave
- Digitech Digital Delay
- Carl Martin Bass Chorus
- Radial Bassbone

### Multi-effecten
- Digitech GSP 2101 Artist
- TC Electronics G-Major
- Line 6 POD

## Discografie

### Demo's
- 2000 - Sun Caged - Scar Winter
- 2001 - Sun Caged - Dominion
- 2002 - Sun Caged - Promo 2002
- 2005 - Sun Caged - Promo 2005

### Albums
- 1995 - Agony - And Then You Die
- 1996 - Agony - The Promise
- 1997 - Krist of Kather - Delikat
- 1997 - Soulcatcher - Soulcatcher 2025
- 1998 - Rock Fiction - Go Fishin'
- 2000 - Rock Fiction - Kobajashi Maru
- 2001 - Triple 7 - Witness Of A Dead Creation
- 2002 - Fifth - Fifth
- 2003 - Sun Caged - Sun Caged
- 2005 - Freak Neil Inc. - Characters
- 01-09-2006 - Delain - Lucidity
- 20-03-2009 - Delain - April Rain
- 2011 - Hangover Hero - Hangover Hero
- 2012 - MaYaN - Quarterpast
- 2014 - Epica - The Quantum Enigma

### Ep's
- 2002 - Freak Neil Inc. - Six Arms

### Singles
- 21-01-2007 - Delain - Frozen
- 23-07-2007 - Delain - See me in Shadow
- 09-02-2009 - Delain - April Rain
- 21-09-2012 - Epica - Forevermore